# عقدة (هيئة)
العقدة عند أهل الهيئة اسم للرأس والذنب، وعقدة الرأس تسمى أيضا بالعقدة الشمالية وعقدة الذنب تسمى بالعقدة الجنوبية. وتسمى أيضا بالجوزهر.